# SN 2002bp
SN 2002bp – supernowa typu Iax odkryta 8 marca 2002 roku w galaktyce UGC 6332. W momencie odkrycia miała maksymalną jasność 18,60m.